# Либертад Ламарке
Либерта̀д Лама̀рке (на испански: Libertad Lamarque, [liβeɾˈtað laˈmaɾke]) е аржентинско-мексиканска актриса и певица.
Родена е на 24 ноември 1908 година в Росарио в семейството на уругвайски анархист. Едва седемгодишна започва да пее по улиците и на местни сцени, а от 1926 година е професионална певица в Буенос Айрес, работейки главно в музикалния театър. От 30-те години се снима и в киното, превръщайки се в латиноамериканска знаменитост. През 1946 година се премества в Мексико, където продължава успешната си кинокариера с филми като „Голямото казино“ („Gran Casino“, 1947), „La loca“ (1952), „Cuando me vaya“ (1954).
Либертад Ламарке умира от пневмония на 12 декември 2000 година в Мексико.

## Избрана филмография
- „Голямото казино“ („Gran Casino“, 1947)
- „La loca“ (1952)
- „Cuando me vaya“ (1954)
- „Есмералда“ („Esmeralda“, 1970)
- „Узурпаторката“ („La usurpadora“, 1998)
- „Отвъд... узурпаторката“ („Más allá de... La usurpadora“, 1998)
- „Ангелско личице“ („ Carita de ángel“, 2000 – 2001)